# Matsumoto Yamaga FC
Matsumoto Yamaga FC (松本山雅FC), er en japansk professionel fodboldklub, baseret i Matsumoto, og de spiller i J3 League.

## Historiske slutplaceringer
| Sæson | Niveau | Liga      | Placering | Kilde |
| ----- | ------ | --------- | --------- | ----- |
| 2020  | 2.     | J2 League | 13.       | [ 1 ] |
| 2021  | 2.     | J2 League | 22.       | [ 2 ] |
| 2022  | 3.     | J3 League | 4.        | [ 3 ] |
| 2023  | 3.     | J3 League | 9.        | [ 4 ] |
| 2024  | 3.     | J3 League | 4.        | [ 5 ] |